# Gastón Caprari
Gastón Nicolás Caprari (Córdoba, Argentina, 17 de febrero de 1985) es un futbolista argentino que actualmente juega en Club Juventud Agrario (Corralito) del Liga Rio Tercerense de Fútbol de Argentina.

## Trayectoria
Debutó en el conjunto cordobés a los 19 años de la mano de Luis Garisto el 12 de noviembre del 2004 contra Independiente de Avellaneda en un empate (1-1). Marcó su primer gol en primera el 26 de junio de 2005 en una victoria (4-1) sobre Huracán. Jugó dos temporadas en el conjunto de Alta Córdoba, 2004-2005 (12 partidos, 6 titular, 2 goles (Huracán y Colón) y 1 roja) y 2005-2006 bajo la conducciòn técnica de Fernando Quiroz (24 partidos, 15 titular, 4 goles (Vélez, Racing, Quilmes y Tiro Federal) y 1 roja).
En el torneo Clausura 2012 sale segundo en la tabla de goleadores.
Es el quinto mayor goleador en la historia de San Martín de San Juan.

## Curiosidades
En un partido contra Racing Club el cordobés entró en la historia del fútbol por convertirse en el sexto jugador al que le ataja un penal un colega que no es arquero, en este caso fue Agustín Pelletieri. Los cinco futbolistas anteriores que atajaron son: Julio Nuin de River a Norberto De Sanzo de Atlanta (1959); el sanjuanino Iselín Santos Ovejero de Vélez Sarfield a Delio Onnis de Gimnasia y Esgrima de La Plata (1969); Juan Cárdenas de Racing Club a Roberto Gramajo de Rosario Central (1971, incluso, ambos son oriundos de la misma provincia); Oscar López Turitich de Platense a Fernando Morena de Boca (1984) y David Bisconti de Rosario Central a Darío Scotto de Platense (1992).

## Clubes
| Club                   | País      | Año         |
| ---------------------- | --------- | ----------- |
| Instituto              | Argentina | 2003 - 2006 |
| Pumas de la UNAM       | México    | 2006 - 2008 |
| Elche CF               | España    | 2008 - 2009 |
| Boca Unidos            | Argentina | 2009 - 2010 |
| San Martín de San Juan | Argentina | 2010 - 2014 |
| Patronato de Paraná    | Argentina | 2014 - 2015 |
| Magallanes             | Chile     | 2015        |
| Sportivo Belgrano      | Argentina | 2016 - 2016 |
| Racing de Córdoba      | Argentina | 2016 - 2017 |
| Club Juventud Agrario  | Argentina | Actual      |

### Estadísticas
| Club                          | Temporada | Liga  | Liga  | Copa Nacional | Copa Nacional | Copa Internacional | Copa Internacional | Total | Total |
| Club                          | Temporada | Part. | Goles | Part.         | Goles         | Part.              | Goles              | Part. | Goles |
| ----------------------------- | --------- | ----- | ----- | ------------- | ------------- | ------------------ | ------------------ | ----- | ----- |
| Instituto Argentina           | 2003/04   | ?     | ?     | -             | -             | -                  | -                  | ?     | ?     |
| Instituto Argentina           | 2004/05   | ?     | ?     | -             | -             | -                  | -                  | ?     | ?     |
| Instituto Argentina           | 2005/06   | 24    | 4     | -             | -             | -                  | -                  | 24    | 4     |
| Instituto Argentina           | Total     | 32    | 9     | -             | -             | -                  | -                  | 32    | 9     |
| UNAM · México                 | 2006/07   | ?     | ?     | -             | -             | -                  | -                  | ?     | ?     |
| UNAM · México                 | 2007/08   | ?     | ?     | -             | -             | -                  | -                  | ?     | ?     |
| UNAM · México                 | Total     | ?     | ?     | -             | -             | -                  | -                  | 49    | 22    |
| Elche · España                | 2008/09   | 13    | 1     | -             | -             | -                  | -                  | 13    | 1     |
| Elche · España                | Total     | 13    | 1     | -             | -             | -                  | -                  | 13    | 1     |
| Boca Unidos Argentina         | 2009/10   | 19    | 4     | -             | -             | -                  | -                  | 19    | 4     |
| Boca Unidos Argentina         | Total     | 19    | 4     | -             | -             | -                  | -                  | 19    | 4     |
| San Martín SJ Argentina       | 2010/11   | 18    | 5     | -             | -             | -                  | -                  | 18    | 5     |
| San Martín SJ Argentina       | 2011/12   | 30    | 11    | 2             | 0             | -                  | -                  | 32    | 11    |
| San Martín SJ Argentina       | 2012/13   | 24    | 5     | 1             | 0             | -                  | -                  | 25    | 5     |
| San Martín SJ Argentina       | 2013/14   | 24    | 5     | 1             | 1             | -                  | -                  | 25    | 6     |
| San Martín SJ Argentina       | Total     | 96    | 26    | 4             | 1             | -                  | -                  | 100   | 27    |
| Patronato de Paraná Argentina | 2014      | 5     | 1     | -             | -             | -                  | -                  | 5     | 1     |
| Patronato de Paraná Argentina | Total     | 5     | 1     | -             | -             | -                  | -                  | 5     | 1     |
| · Magallanes · Chile          | 2015/16   | 1     | 2     | 1             | 2             | -                  | -                  | 3     | 3     |
| · Magallanes · Chile          | Total     | 1     | 2     | 2             | 1             | -                  | -                  | 3     | 3     |